# Titularerzbistum Philippi
Philippi (ital.: Filippi) war ein Titularbistum der römisch-katholischen Kirche. 
Es ging zurück auf einen untergegangenen Bischofssitz in der gleichnamigen antiken Stadt in der römischen Provinz Macedonia im heutigen Norden Griechenlands. 
| Titularerzbischöfe von Philippi |                                    |                                                                  |                    |                    |
| Nr.                             | Name                               | Amt                                                              | von                | bis                |
| 1                               | Giacomo di Santa Lucia OFM         | Erzbischof von Patti (Italien)                                   | 7. Juli 1480       | 1482               |
| 2                               | Albrecht VII. von Österreich       | Koadjutorerzbischof von Toledo (Spanien)                         | 7. November 1594   | 12. November 1594  |
| 3                               | Jan Zamoyski OSB                   | Weihbischof in Płock (Polen)                                     | 30. August 1595    | 4. Februar 1604    |
| 4                               | Fernando Niño de Guevara           | Generalinquisitor in Spanien (Spanien)                           | 27. September 1599 | 30. April 1601     |
| 5                               | Sasbout Vosmeer                    | Apostolischer Vikar der niederländischen Mission (Niederlande)   | 9. September 1602  | 3. Mai 1614        |
| 6                               | Philippus Rovenius                 | Apostolischer Vikar der niederländischen Mission (Niederlande)   | 17. August 1620    | 10. Oktober 1651   |
| 7                               | Boudewijn Catz                     | Apostolischer Vikar der niederländischen Mission (Niederlande)   | 31. Mai 1662       | 18. Mai 1663       |
| 8                               | Giuseppe Accoramboni               | Kurienerzbischof                                                 | 11. September 1724 | 12. April 1728     |
| 9                               | Carlo Alberto Guidobono Cavalchini | Kurienerzbischof                                                 | 10. Mai 1728       | 23. September 1743 |
| 10                              | Nicolò Antonio Carafa OSB          | emeritierter Bischof von Tricarico (Italien)                     | 16. März 1744      | 8. September 1763  |
| 11                              | Giovanni Archinto                  | Kurienerzbischof                                                 | 1. Dezember 1766   | 15. Juli 1776      |
| 12                              | Benedetto Fenaja CM                |                                                                  | 22. Dezember 1800  | 20. Dezember 1812  |
| 13                              | Candido Maria Frattini             | Vizegerent von Rom                                               | 26. September 1814 | 29. September 1821 |
| 14                              | Giovanni Muzi                      | Apostolischer Visitator                                          | 16. Mai 1823       | 19. Dezember 1825  |
| 15                              | Costantino Patrizi Naro            | Apostolischer Nuntius Kurienerzbischof                           | 15. Dezember 1828  | 11. Juli 1836      |
| 16                              | Francisco Villardel OFM            | Apostolischer Vikar von Aleppo (Syrien) Apostolischer Delegat    | 28. Mai 1852       | 19. Juni 1852      |
| 17                              | Pio Bighi                          | Kurienerzbischof                                                 | 23. August 1853    | 31. August 1854    |
| 18                              | Giuseppe Andrea Bizzarri           | Kurienerzbischof                                                 | 30. November 1854  | 17. Januar 1867    |
| 19                              | Stefano Stefanopoli                |                                                                  | 25. September 1868 | 24. November 1895  |
| 20                              | Felipe Arginzonis y Astobiza OCD   | Koadjutorbischof von Verapoly (Indien)                           | 14. Januar 1896    | 19. August 1897    |
| 21                              | Antonio Vico                       | Apostolischer Delegat Apostolischer Nuntius                      | 22. Dezember 1897  | 2. Dezember 1912   |
| 22                              | Basilio Kardinal Pompili           | Kardinalvikar                                                    | 5. Mai 1913        | 28. Mai 1914       |
| 23                              | Angelo Struffolini                 | emeritierter Bischof von Ascoli Satriano und Cerignola (Italien) | 1. Juli 1914       | 30. März 1917      |
| 24                              | Giuseppe Palica                    | Weihbischof in Rom (Italien und Vatikanstadt)                    | 25. April 1917     | 16. Dezember 1936  |
| 25                              | Leone Giovanni Battista Nigris     | Kurienerzbischof                                                 | 18. August 1938    | 21. September 1964 |
| 26                              | Duraisamy Simon Lourdusamy         | Koadjutorerzbischof von Bangalore (Indien)                       | 9. November 1964   | 11. Januar 1968    |